# Зінк (Арканзас)
Зінк (англ. Zinc) — місто (англ. town) в США, в окрузі Бун штату Арканзас. Населення — 92 особи (2020).

## Географія
Зінк розташований на висоті 268 метрів над рівнем моря за координатами 36°17′2″ пн. ш. 92°54′52″ зх. д. / 36.28389° пн. ш. 92.91444° зх. д. (36.283964, -92.914424).  За даними Бюро перепису населення США в 2010 році місто мало площу 1,63 км², з яких 1,63 км² — суходіл та 0,00 км² — водойми. В 2017 році площа становила 1,95 км², з яких 1,94 км² — суходіл та 0,00 км² — водойми.

## Демографія
Згідно з переписом 2010 року, у місті мешкали 103 особи в 45 домогосподарствах у складі 32 родин. Густота населення становила 63 особи/км².  Було 50 помешкань (31/км²). 
Расовий склад населення:
| - 88,3 % — білих - 1,0 % — чорних або афроамериканців - 1,0 % — осіб інших рас |

До двох чи більше рас належало 9,7 %. Іспаномовні складали 1,9 % від усіх жителів.
За віковим діапазоном населення розподілялося таким чином: 22,3 % — особи молодші 18 років, 64,1 % — особи у віці 18—64 років, 13,6 % — особи у віці 65 років та старші. Медіана віку мешканця становила 40,4 року. На 100 осіб жіночої статі у місті припадало 102,0 чоловіків;  на 100 жінок у віці від 18 років та старших — 100,0 чоловіків також старших 18 років.
Середній дохід на одне домашнє господарство  становив 20 119 доларів США (медіана — 18 125), а середній дохід на одну сім'ю — 22 775 доларів (медіана — 20 833). Медіана доходів становила 15 938 доларів для чоловіків та 26 667 доларів для жінок. За межею бідності перебувало 40,6 % осіб, у тому числі 14,3 % дітей у віці до 18 років та 18,8 % осіб у віці 65 років та старших.
Цивільне працевлаштоване населення становило 20 осіб. Основні галузі зайнятості: виробництво — 40,0 %, транспорт — 15,0 %, мистецтво, розваги та відпочинок — 15,0 %.
За даними перепису населення 2000 року в містечкі проживало 76 осіб, 23 родини, налічувалося 31 домашнє господарство і 35 житлових будинків. Середня густота населення становила близько 40 осіб на один квадратний кілометр. Расовий склад за даними перепису розподілився таким чином: 97,37 % білих, 1,32 % — корінних американців, 1,32 % — представників змішаних рас.
Іспаномовні склали 2,63 % від усіх жителів містечка.
З 31 домашніх господарств в 32,3 % — виховували дітей віком до 18 років, 45,2 % представляли собою подружні пари, які спільно проживали, в 16,1 % сімей жінки проживали без чоловіків, 22,6 % не мали сімей. 19,4 % від загального числа сімей на момент перепису жили самостійно, при цьому 3,2 % склали самотні літні люди у віці 65 років та старше. Середній розмір домашнього господарства склав 2,45 особи, а середній розмір родини — 2,79 особи.
Населення містечка за віковим діапазоном за даними перепису 2000 року розподілилося таким чином: 18,4 % — жителі молодше 18 років, 6,6 % — між 18 і 24 роками, 25,0 % — від 25 до 44 років, 38,2 % — від 45 до 64 років і 11,8 % — у віці 65 років та старше. Середній вік мешканця склав 45 років. На кожні 100 жінок в містечкі припадало 145,2 чоловіків, у віці від 18 років та старше — 148,0 чоловіків також старше 18 років.
Середній дохід на одне домашнє господарство в містечкі склав 9063 долара США, а середній дохід на одну сім'ю — 12 250 доларів. При цьому чоловіки мали середній дохід в 10 194 долара США на рік проти 5250 доларів середньорічного доходу у жінок. Дохід на душу населення в містечкі склав 8512 доларів на рік. Всі родини містечко мали дохід, що перевищує рівень бідності, 79,5 % від усієї чисельності населення перебувало на момент перепису населення за межею бідності, при цьому 56,0 % з них були молодші 18 років і — в віці 65 років та старше.